# Radamisto (ópera)
Radamisto es una ópera en tres actos de Georg Friedrich Händel con libreto en italiano de Nicola Francesco Haym, basada en L'amor tirranico, o Zenobia de Domenico Lalli y Zenobia de Matteo Noris. Fue la primera ópera que Händel compuso para la Royal Academy of Music.
Fue estrenada en el King's Theatre de Londres el 27 de abril de 1720. Tuvo un éxito considerable entre el público londinense de aquella época y fue representada en 10 ocasiones. El 28 de diciembre de 1720 se estrenó una versión revisada con diferentes cantantes. Esta ópera fue revisada varias veces más, dando lugar a la versión presentada en 1721 y a la de 1728. También fue representada en Hamburgo. La primera representación moderna tuvo lugar en Gotinga el 27 de junio de 1927.
Esta obra rara vez se representa en la actualidad; en las estadísticas de Operabase aparece con sólo 6 representaciones en el período 2005-2010, siendo la vigésima de Händel.
Esta ópera fue presentada en el Palacio de Bellas Artes en la Ciudad de México en noviembre de 2014.

## Personajes
| Personaje                                | Tesitura  | Reparto el 27 de abril de 1720 |
| ---------------------------------------- | --------- | ------------------------------ |
| Radamisto, hijo de Farasmane.            | soprano   | Margherita Durastanti          |
| Zenobia, su esposa.                      | contralto | Anastasia Robinson             |
| Tiridate, rey de Armania.                | tenor     | Alexander Gordon               |
| Polissena, su esposa, hija de Farasmane. | soprano   | Ann Turner Robinson            |
| Farasmane, rey de Tracia.                | bajo      | John Lagarde                   |
| Tigrane, príncipe del Ponto.             | soprano   | Caterina Galerati              |
| Fraarte, hermano de Tiridate.            | castrato  | Benedetto Baldassari           |

## Argumento
La ópera está ambientada en Armenia, en el año 53 d. C. Está basada en los anales escritos por Tácito.
La trama se basa en dos parejas: el rey Tiridates I de Armenia y su mujer Polissena, y el príncipe Radamisto y su mujer Zenobia. Intervienen también, Farasmanes, padre de Radamisto y rey de Tracia, y varios militares cercanos a Tiridates, como Tigranes.
En el primer acto se presenta el sufrimiento de Polissena al saber que Tiridates está enamorado de Zenobia. Para conseguirla ataca Tracia y captura a la pareja y a Farasmanes, condenándolos a muerte, pero consiguen escapar gracias a la traición de Tigranes.
En el segundo acto la pareja escapa, pero viéndose perdidos, Zenobia quiere morir a manos de su marido, que no puede matarla y la arroja al río. Tigranes la salva y cae en poder de Tiridates. Radamisto extiende la noticia de su propia muerte, lo que le sirve para aparecer de incógnito en la corte donde está cautiva su esposa. Polissena aparece para evitar la tragedia entre su esposo y su hermano Radamisto.
El desenlace del tercer acto se produce cuando Tiridates, que acosa a Zenobia, es traicionado por Tigranes. Farasmanes es restituido a su reino, Zenobia y Radamisto se reencuentran felizmente, y Polissena consigue el arrepentimiento de Tiridates.